# Cobweb (película surcoreana de 2023)
Cobweb (en hangul, 거미집; romanización revisada, Geomijip; literalmente, «Telaraña») es una película surcoreana de 2023, dirigida por Kim Jee-won y protagonizada por Song Kang-ho, Im Soo-jung, Oh Jung-se, Jeon Yeo-been y Krystal Jung.

## Sinopsis
Cobweb trata sobre el director Kim (Song Kang-ho), quien está obsesionado con el hecho de que el final de la película Cobweb, que se filmó en la década de 1970, sería mejor si se volviera a filmar. Es una película que describe las cosas tristes y divertidas que suceden durante la filmación en condiciones.

## Reparto

### Principal
- Song Kang-ho como Kim Yeol.
- Im Soo-jung como  Lee Min-mi.
- Oh Jung-se como Kang Ho-se.
- Jeon Yeo-been como Shin Mi-do.
- Krystal Jung como Han Yu-rim.

### Secundario
- Jang Young-nam como el presidente Baek.

- Jung In-ki como un cazador.

- Jang Nam-yeol como Park.
- Park Jung-soo como la Sra. Oh.

- Shin Sung-pil como el Sr. Baek.

- Kim Min-jae como el jefe Kim.
- Kim Dong-young como asistente de dirección.

### Apariciones especiales
- Jung Woo-sung como el director Shin.[3]

## Producción
La compañía productora Barunson anunció el 22 de febrero de 2022 la inversión en la película Cobweb, coproducida por Barunson Studio y Anthology Studio. Barunson tiene previsto para la explotación comercial del filme lanzarlo también como token no fungible a través de una subsidiaria.
Se trata de la quinta película que rueda el director Kim Jee-woon con Song Kang-ho, después de The Quiet Family (1998), The Foul King (2000), El bueno, el malo y el raro (2008) y The Age of Shadows (2016).

## Estreno
Cobweb fue invitada a la sección fuera de competición del 76.º Festival Internacional de Cine de Cannes que se celebrará en mayo de 2023.